# Aleksandr Bucharov
Aleksandr Evgen'evič Bucharov (in russo Александр Евгеньевич Бухаров?, traslitterazione anglosassone Aleksandr Yevgenyevich Bukharov; Naberežnye Čelny, 12 marzo 1985) è un ex calciatore russo, di ruolo attaccante.

## Carriera

### Club
Ha iniziato la sua carriera nel Krasnodar-2000, in terza serie russa. Dopo una breve parentesi nel Černomorec Novorossijsk, si è trasferito al Rubin Kazan', prima nella squadra riserve, poi in prima squadra.
Il 19 luglio 2010, dopo aver vinto due campionati consecutivi al Rubiìn si è trasferito, a titolo definitivo, allo Zenit San Pietroburgo per una cifra che si aggira attorno agli 11 milioni di euro. Con la squadra di San Pietroburgo vince altri due campionati consecutivi, portando a quattro il totale dei campionati vinti complessivamente, a cui si aggiunge la Coppa di Russia del 2009-2010.
Nel gennaio del 2014 si è trasferito in prestito all'Anži. A fine stagione è passato a titolo definitivo al Rostov. Dopo un periodo senza contratto, nell'estate del 2018 è tornato al Rubin.

### Nazionale
Ha collezionato 11 presenze con l'Under-21 russa, segnando quattro reti.
Il 14 ottobre 2009 fa il suo debutto con la maglia della nazionale russa entrando nella mezz'ora conclusiva al posto di Vladimir Bystrov, nella gara contro l'Azerbaigian valida per le Qualificazioni al campionato mondiale di calcio 2010. La sua seconda presenza risale all'amichevole contro il Belgio persa in casa per 2-0, disputata il 17 novembre 2010; in quell'occasione entrò nel quarto d'ora finale al posto di Dinijar Biljaletdinov.
Da allora per sette anni è stato ignorato dai commissari tecnici russi, prima di tornare a giocare il 24 marzo 2017 in amichevole contro la Costa d'Avorio, giocando titolare prima di essere sostituito da Maksim Kanunnikov. Appena quattro giorni più tardi realizza la prima rete in nazionale, siglando in pieno recupero il 3-3 finale dell'amichevole contro il Belgio.
Il ritrovato feeling con la nazionale gli è valso la convocazione in FIFA Confederations Cup 2017, torneo in cui giocò tutti e tre gli incontri disputati dalla sua nazionale. In seguito, però, non ha fatto più ritorno in nazionale, mancando l'appuntamento col mondiale di casa.

## Statistiche

### Cronologia presenze e reti in Nazionale
| Cronologia completa delle presenze e delle reti in nazionale ― Russia | Cronologia completa delle presenze e delle reti in nazionale ― Russia | Cronologia completa delle presenze e delle reti in nazionale ― Russia | Cronologia completa delle presenze e delle reti in nazionale ― Russia | Cronologia completa delle presenze e delle reti in nazionale ― Russia | Cronologia completa delle presenze e delle reti in nazionale ― Russia | Cronologia completa delle presenze e delle reti in nazionale ― Russia | Cronologia completa delle presenze e delle reti in nazionale ― Russia |
| Data                                                                  | Città                                                                 | In casa                                                               | Risultato                                                             | Ospiti                                                                | Competizione                                                          | Reti                                                                  | Note                                                                  |
| --------------------------------------------------------------------- | --------------------------------------------------------------------- | --------------------------------------------------------------------- | --------------------------------------------------------------------- | --------------------------------------------------------------------- | --------------------------------------------------------------------- | --------------------------------------------------------------------- | --------------------------------------------------------------------- |
| 14-10-2009                                                            | Baku                                                                  | Azerbaigian                                                           | 1 – 1                                                                 | Russia                                                                | Qual. Mondiali 2010                                                   | -                                                                     | 64’                                                                   |
| 17-11-2010                                                            | Voronež                                                               | Russia                                                                | 0 – 2                                                                 | Belgio                                                                | Amichevole                                                            | -                                                                     | 74’                                                                   |
| 24-3-2017                                                             | Krasnodar                                                             | Russia                                                                | 0 – 2                                                                 | Costa d'Avorio                                                        | Amichevole                                                            | -                                                                     | 76’                                                                   |
| 28-3-2017                                                             | Soči                                                                  | Russia                                                                | 3 – 3                                                                 | Belgio                                                                | Amichevole                                                            | 1                                                                     | 46’                                                                   |
| 5-6-2017                                                              | Budapest                                                              | Ungheria                                                              | 0 – 2                                                                 | Russia                                                                | Amichevole                                                            | -                                                                     | 63’                                                                   |
| 9-6-2017                                                              | Mosca                                                                 | Russia                                                                | 1 – 1                                                                 | Cile                                                                  | Amichevole                                                            | -                                                                     | 86’                                                                   |
| 17-6-2017                                                             | San Pietroburgo                                                       | Russia                                                                | 2 – 0                                                                 | Nuova Zelanda                                                         | Conf. Cup 2017 - 1º turno                                             | -                                                                     | 64’                                                                   |
| 21-6-2017                                                             | Mosca                                                                 | Russia                                                                | 0 – 1                                                                 | Portogallo                                                            | Conf. Cup 2017 - 1º turno                                             | -                                                                     | 83’                                                                   |
| 24-6-2017                                                             | Kazan'                                                                | Russia                                                                | 1 – 2                                                                 | Messico                                                               | Conf. Cup 2017 - 1º turno                                             | -                                                                     | 64’                                                                   |
| Totale                                                                |                                                                       | Presenze                                                              | 9                                                                     |                                                                       | Reti                                                                  | 1                                                                     |                                                                       |

## Palmarès

### Club

#### Competizioni nazionali
- Campionato russo: 4

Rubin Kazan': 2008, 2009
Zenit: 2010, 2011-2012
- Coppa di Russia: 1

Zenit: 2009-2010
- Supercoppa di Russia: 2

Rubin Kazan': 2010
Zenit: 2011

#### Competizioni internazionali
- Coppa dei Campioni della CSI: 1

Rubin Kazan': 2010